# Национальная академия искусств Украины
Национальная академия искусств Украины (НАИ Украины) (укр. Національна академія мистецтв України (НАМ України)) — государственное научно-творческое учреждение в области художественной культуры и искусствоведения.

## История создания
В 1970—1980-х деятели искусства и культуры неоднократно ставили вопрос об организации художественной Академии и соответствующих научных подразделений.
Идея создания государственного научно-творческого учреждения нашла поддержку правительства Украины и была воплощена в жизнь 14 декабря 1996 г. — Указом Президента Украины создана Академия искусств Украины.
Указом Президента Украины от 18 февраля 2010 г. Академии был предоставлен статус Национальной академии.

## Руководство
- Президент — академик НАИ Украины, народный художник Украины, кандидат искусствоведения, профессор В. Д. Сидоренко
- Первый вице-президент — академик НАИ Украины, лауреат Государственной премии Украины в области науки и техники, заслуженный деятель искусств Украины, доктор философских наук, професор В. А. Битаев.
- Вице-президент — член-корреспондент НАИ Украины, лауреат Государственной премии Украины имени Александра Довженко, народный артист Украины А. Г. Санин.
- Вице-президент — член-корреспондент НАИ Украины, заслуженный работник культуры Украины  Ю. Е. Вакуленко.
- Главный учёный секретарь — академик НАИ Украины, заслуженный деятель искусств Украины, кандидат искусствоведения, профессор А. В. Скрипник.
- Советник Президиума — член-корреспондент НАИ Украины, лауреат Государственной премии Украины в области архитектуры, заслуженный деятель искусств Украины, доктор искусствоведения, профессор А. А. Пучков.

## Действительные члены (академики)
Действительные члены (академики) и члены-корреспонденты Академии избираются на собраниях отделений и общем собрании Академии. Многие члены Академии искусств Украины отмечены государственными наградами.
Ныне в составе Академии — одиннадцать Героев Украины, 34 лауреата Национальной премии Украины имени Тараса Шевченко, 2 лауреата Государственной премии Украины в области науки и техники; 33 члена Академии имеют степень доктора наук, 65 — учёное звание профессора.
Среди иностранных действительных членов Академии — кинорежиссёр Ежи Гофман (Польша), художник Владимир Макаренко (Франция), .
Почётными членами стали строитель и общественный деятель А. А. Омельченко, учёный В. П. Семиноженко, продюсер А. Л. Жаровский (Германия)и др.

## Состав
Академия имеет в своём составе отделения:
- изобразительного искусства,
- музыкального искусства,
- театрального искусства,
- киноискусства,
- синтеза пластических искусств,
- секцию эстетики и культурологии (в составе отделения синтеза пластических искусств),
- теории и истории искусств (искусствоведения).

В декабре 2001 года в составе Академии образован Институт проблем современного искусства, который занимается разработкой и воплощением конкретных программ исследования истории и теории современного национального и мирового искусства; проблемами художественной культуры в мировом контексте; научной разработкой проблематики экспериментальных направлений современного искусства — живописи, скульптуры, графики, инсталляции; исследованием новейших методик и технологий арт-дизайна, экспериментальной архитектуры.
В мае 2007 года в составе Академии образован Институт культурологии. Главной задачей Института является осуществление фундаментальных исследований в области теории и истории культуры, этнокультурологии и культурной антропологии, музыковедения, памятниковедения, прикладной культурологии, мировой культуры и международных культурных связей, практических и поисковых действий, направленных на развитие национальной культуры.

## Задачи
Основание Академии стало ответом на требования жизни, воплощением надежд многих поколений художественной интеллигенции. Этот важный акт стал историческим фактом нашей истории, мощным стимулом для развития украинского искусства, возрождения, сохранения и расцвета духовных традиций, активизации фундаментальных исследований в области искусствоведения.
Основные задачи Национальной академии искусств Украины:
- Реализация государственной политики в области искусства,
- Изучение и освещение в средствах массовой информации и научных изданиях проблем истории и теории искусства,
- Aктивная поддержка творческой деятельности молодёжи в процессе её профессионального становления,
- Oпределение приоритетных направлений научных исследований, привлечение научных и творческих работников Украины к реализации государственных и международных программ развития художественной культуры,
- Hалаживание сотрудничества с органами государственной и исполнительной власти по вопросам защиты авторских прав,
- Укрепление научного, культурного сотрудничества с учеными и художниками Украины и других государств, украинской художественной диаспорой.

Содействуя развитию творческой деятельности учёных, Академия все активнее вмешивается в современные художественные процессы с целью качественного обновления духовной жизни нашего общества, наполнения его высокими моральными и эстетическими ценностями.